# Weingut der Stadt Stuttgart

Logo des Weinguts der Stadt Stuttgart

Das Weingut der Stadt Stuttgart ist der kommunale Weinbaubetrieb der Landeshauptstadt Stuttgart. Es wurde 1949 gegründet und ist eines der wenigen städtischen Weingüter in Deutschland. Leiter des Weinguts ist Timo Saier. Neben dem Weingut betreibt die Stadt auch das Stuttgarter Weinbaumuseum in der ehemaligen Kelter von Uhlbach.

## Bewirtschaftung und Weinlagen
Innerhalb der Gemarkung Stuttgarts werden insgesamt etwa 16 Hektar Rebflächen bewirtschaftet. Der Anteil an roten Trauben beträgt 55 Prozent, jener von weißen Trauben 45 Prozent. Das städtische Weingut Stuttgarts zählt neun Weinlagen. Hierzu zählen folgende: Cannstatter Halde, Cannstatter Zuckerle, Hasenberg, Karlshöhe, Mönchhalde, Obertürkheimer Kirchberg, Pragsattel, Weinsteige und Wolfersberg. Aufgrund der topographischen Besonderheiten des Stadtgebietes mit vielen Hängen – untypisch für eine Großstadt – findet die Lese ausschließlich per Hand statt.

## Geschichte
Seit 1949 besteht das Weingut der Stadt Stuttgart. Zuvor wurde der Ertrag der städtischen Weinberge versteigert. Die Kellerei befindet sich in einem ehemaligen Luftschutzbunker in Bad Cannstatt. Mit der Pflege von zusammen 4,9 Hektar terrassierten Steillagen leistet die Stadt ihren Beitrag zum Erhalt dieser Kulturdenkmäler. Qualitativ haben sich die Weine in den letzten Jahren deutlich verbessert. Im Jahr 2007 wurde durch den Verkauf von 124.000 Litern Wein ein Umsatz von 700.000 Euro erzielt, das Weingut schreibt damit rote Zahlen. Als Ausweg schlug ein von der Stadt beauftragter Gutachter eine Privatisierung oder Verpachtung des Gutes vor. Nun sollte eine Markterkundung die Alternativen Verpachtung oder Weiterführung als städtischer Eigenbetrieb untersuchen. Eine Entscheidung sollte bis Ende 2008 fallen. Im April 2009 genehmigte der städtische Ausschuss für Wirtschaft und Wohnen eine Sanierung der städtischen Kelter, nachdem das Gebäude wegen statischer Mängel nur noch eingeschränkt nutzbar war.
2014 erhielt das Weingut die Auszeichnung Großes Gold für den Rotweincuvée Mönch Ulrich aus dem Jahrgang 2011, die beim Weinwettbewerb Mundus Vini verliehen wurde. 2016 fand eine Neuausrichtung des Weinguts statt. 2020 hat sich das Weingut dem Anbauverband Bioland angeschlossen, seither wird auf den Einsatz von Glyphosat verzichtet und die Bewirtschaftung wurde zugunsten des ökologischen Weinbaus umgestellt.

## Sonstiges
Das Weingut der Stadt Stuttgart unterhält zwei Verkaufsstellen in Stuttgart (in Bad Cannstatt und in Mitte).
Das Logo des städtischen Weinguts Stuttgart enthält das sogenannte „Stuttgarter Rössle“ und den Schriftzug Weingut der Stadt Stuttgart (in Majuskeln).